# 尼古拉·蘇比奇·茲里涅斯基廣場

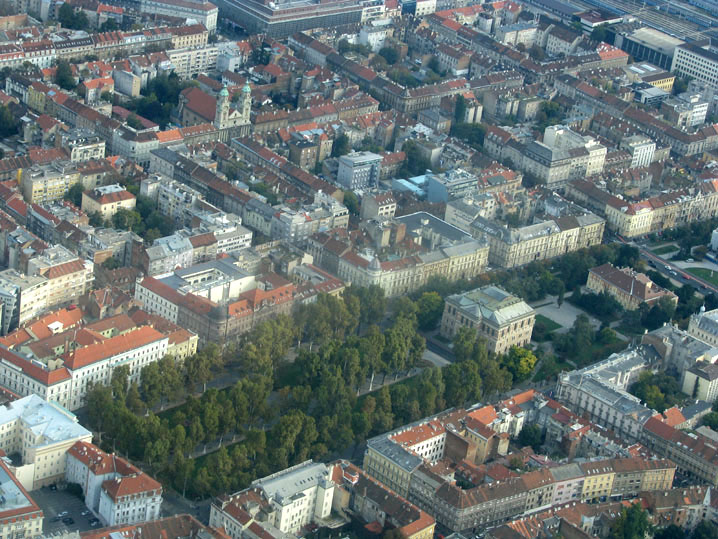
尼古拉·蘇比奇·兹里涅斯基广场，以及周边街道

尼古拉·蘇比奇·兹里涅斯基廣場是位於克羅埃西亞首都扎格瑞布的一座廣場和公園。廣場靠近扎格瑞布的另一著名廣場耶拉其恰廣場和扎格瑞布火車總站。廣場中央有一座音樂亭，修建於1891年。廣場四周有克羅埃西亞最高法院、扎格瑞布考古博物館、克羅埃西亞科學與藝術學院、克羅埃西亞外交和歐洲事務部等建築。